# Cairns International Airport
Cairns International Airport är en flygplats i Australien. Den ligger i kommunen Cairns och delstaten Queensland, omkring 1 400 kilometer nordväst om delstatshuvudstaden Brisbane.
Runt Cairns International Airport är det glesbefolkat, med 9 invånare per kvadratkilometer.. Närmaste större samhälle är Cairns, nära Cairns International Airport. 
I omgivningarna runt Cairns International Airport växer i huvudsak städsegrön lövskog. Savannklimat råder i trakten. Genomsnittlig årsnederbörd är 1 800 millimeter. Den regnigaste månaden är mars, med i genomsnitt 445 mm nederbörd, och den torraste är september, med 23 mm nederbörd.